# Blennodesmus
Blennodesmus is een monotypisch geslacht van straalvinnige vissen uit de familie van dwergzeebaarzen (Pseudochromidae).

## Soort
- Blennodesmus scapularis Günther, 1872